# Zakup Decyzją Czytelnika
Zakup Decyzją Czytelnika (ZDC), ang. Patron-Driven Acquisition lub Demand-Driven Acquisition – model zakupu książek elektronicznych, w którym biblioteka kupuje książki wybrane przez czytelników. Biblioteka, poprzez katalog biblioteczny, zapewnia dostęp do opisów bibliograficznych książek, które po spełnieniu przez zainteresowanych czytelników określonych warunków (np. obejrzana pewna liczba stron, określony czas czytania treści książki, wydrukowanie pewnej liczby stron lub ich ściągniecie na dysk) są od razu dostępne dla czytelnika. 
Ten model zakupu książek elektronicznych jest od kilku lat dobrze znany w bibliotekach Europy Zachodniej. W Polsce jako pierwsza wprowadziła go Biblioteka Uniwersytecka w Warszawie, w listopadzie 2018 roku. W Polsce, w świecie bibliotekarskim, na potrzeby konferencji i języka marketingu, funkcjonuje nazwa „Zakup Sterowany Popytem”. Jednak nie oddaje ona dobrze zasady działania usługi i tego, że decyzja o zakupie książki do zbiorów bibliotecznych zostaje oddana w ręce czytelnika. Właśnie dlatego, Biblioteka Uniwersytecka w Warszawie, wraz ze wdrożeniem tego modelu zakupu, zdecydowała się na wprowadzenie nowej nazwy „Zakup Decyzją Czytelnika”.
W 2019 roku system ten wprowadziła Biblioteka Uniwersytetu Marii Curie-Skłodowskiej w Lublinie. 